# Jackals - La setta degli sciacalli
Jackals – La setta degli sciacalli (Jackals) è un film del 2017 diretto da Kevin Greutert. 
Il film, di genere horror-thriller, è stato presentato al Festival di Cannes.

## Trama
Il giovane Justin Powell viene rapito da due uomini e portato in una baita isolata. Il suo non è un sequestro non rientra nelle modalità di un sequestro standard: ad attenderlo c'è infatti la sua famiglia, il padre Andrew, la madre Kathy, il fratello Campbell e dall'ex fidanzata Samantha, che ha appena dato alla luce la loro figlia. La famiglia tenta in ogni modo di recuperare il vecchio Justin, di allontanarlo dalle influenze negative del culto che ha abbracciato: al rapimento ha infatti partecipato anche Jimmy Levine, un esperto della materia che ora tenterà il tutto per tutto sul ragazzo. La missione non è facile: quando Justin si ritrova legato in soffitta, il ragazzo non solo insulta in maniera atroce tutti i presenti ma rifiuta addirittura di essere chiamato con il suo nome di battesimo, minacciando l'imminente arrivo dei suoi "fratelli". Campbell, il suo vero fratello, perde immediatamente le staffe: su di lui pesa il rimorso di un'infanzia in cui non ha mai avuto atteggiamenti molto positivi verso il fratello, ma soprattutto una scarsa fiducia verso Levine e i suoi metodi.
Mentre la famiglia continua a discutere su quelle che possono essere state le ragioni che hanno spinto Justin a tanto, tra cui figurano non solo l'atteggiamento del fratello ma anche la durezza con cui il padre lo ha sempre trattato e la sua reazione alla gravidanza di Samantha, l'atteggiamento invece troppo permissivo di sua madre e lo stesso divorzio dei genitori, Jimmy tenta un confronto con il ragazzo senza risparmiarli metodi anche abbastanza brutali. Quando Justin si taglia la lingua con i denti e gli sputa del sangue addosso, Levine reagisce infatti versandogli del liquore in bocca: un modo per disinfettare la ferita, certo, ma anche per procurargli del dolore fisico. Subito dopo Samantha prova a far ragionare Justin, a commuoverlo parlandogli della loro bambina, ma dopo averla ignorata appositamente per diversi minuti il ragazzo ricomincia a minacciarla, parlando dei suoi "fratelli" in arrivo e del fatto che avrebbero ucciso tutti loro e prelevato la bambina per renderla un membro della setta.
Subito dopo, una strana ragazza viene notata in giardino: quando Jimmy esce per intimarle di andare via, l'uomo cade in un'imboscata. Da quel momento in poi, un vero e proprio esercito inizia ad attaccare la casa cercando di entrare: ne nascono scontri accesi in cui la famiglia combatte attraverso delle armi improvvisate, riuscendo ad uccidere uno di loro che entra e restituisce un moribondo Jimmy. Appena un attimo prima, la setta aveva terrorizzato Samantha gettandole addosso un lembo di pelle di Jimmy su cui era chiaramente riconoscibile un suo tatuaggio. Poco dopo, Campbell e Andrew scoprono che un membro della setta ha raggiunto Justin in soffitta: dopo uno scontro in cui riescono ad ucciderlo, i due scoprono che si tratta proprio del ragazzo che era con lui in macchina durante il rapimento. Subito dopo la famiglia cerca di elaborare un piano per uscire dall'orrenda situazione: Campbell vorrebbe cercare di raggiungere la casa più vicina o consegnare Justin alla setta, ma gli altri si oppongono. Da ciò nasce un diverbio in cui Andrew rivela che il motivo per cui Kathy era andata via di casa erano i suoi continui tradimenti, provocando così la furia del ragazzo che fino a quel momento aveva dato alla madre ogni colpa.
Ad un certo punto, Justin inizia ad ululare, scatenando così un'analoga risposta nei suoi "fratelli". La famiglia decide allora di portarlo al piano di sotto, cercando di escogitare un modo per esporre il ragazzo davanti alla casa e attirare quindi i membri della setta mentre Campbell cerca di raggiungere la casa vicina. Kathy si impietosisce di suo figlio e cerca di convincerlo a schierarsi dalla loro parte, ma il ragazzo la aggredisce mordendole il cuoio capelluto. Campbell tenta dunque di raggiungere la casa vicina ma viene catturato dalla setta: questi iniziano a torturarlo dando fuoco alle sue mani davanti agli occhi impotenti della famiglia. Andrew vorrebbe allora restituire Justin alla setta pur di salvare l'altro suo figlio, ma Samantha lo minaccia con un paio di cesoie: la ragazza è convinta che se faranno ciò la setta provvederà immediatamente ad ucciderli tutti. Subito dopo, Kathy si consegna alla setta nel disperato tentativo di salvare Campbell: ne nasce una colluttazione in cui anche Andrew attacca la setta per salvare la sua famiglia, ma il risultato è che tutti loro vengono uccisi. Justin ha allora un attimo di lucidità in cui convince Samantha a lasciarlo andare ed a scappare verso la casa più vicina con la bambina: mentre Justin ritorna dalla setta e si inginocchia al suo capo, Samantha cerca dunque di fuggire. La ragazza incontra un camion per strada: ma si tratta di potenziali soccorritori o di potenziali carnefici?

## Distribuzione
Il film è stato presentato per la prima volta al Festival di Cannes, occasione in cui venne notato dai vertici della Shout! Factory che ne acquisirono poi i diritti sulla distribuzione. Il film è stato successivamente proiettato in svariati festival riguardanti il cinema horror.

## Accoglienza
Sull'aggregatore di recensioni Rotten Tomatoes, Jackals ha ottenuto il 40% degli apprezzamenti e un voto di 4,66 su 10 sulla base di 15 recensioni. Su Metacritic ha invece ottenuto 33 punti su 100 sulla base di 4 recensioni.